# The Oaks (Alabama)
The Oaks (también conocido como Plantación de Abraham Ricks) es una residencia histórica ubicada cerca de Tuscumbia en el condado de Colbert, Alabama, Estados Unidos.

## Historia
Abraham Ricks llegó a Alabama desde Halifax, Carolina del Norte a principios de la década de 1820. Adquirió una gran plantación que vendió en 1826 y compró terrenos cercanos. Se había construido una casa de troncos en la nueva propiedad alrededor de 1818, y Ricks construyó una casa nueva y más grande conectada a ella que se completó en 1832. La casa permaneció en la familia hasta 1966 y todavía se utiliza como residencia privada. La casa fue incluida en el Registro Nacional de Lugares Históricos en 1976.

## Descripción
La casa original es una estructura de troncos de 1 1⁄2 pisos cubierta con tablas de intemperie. Las chimeneas exteriores descansan en cada extremo del hastial, y un porche techado del cobertizo se proyecta desde la parte trasera de la casa. La casa de troncos está conectada a la casa principal de dos pisos por un pasillo de un piso con techo a dos aguas con dos puertas exteriores y ventanas que coinciden con las de la casa principal. La fachada frontal de la casa principal tiene cinco tramos de ancho, con un pórtico central sostenido por dos columnas cuadradas y rematado con un tablero. La puerta de dos hojas está rodeada de luces laterales y un travesaño; una puerta similar con luces laterales se abre a la cubierta de arriba. El pórtico está flanqueado por un par de ventanas de guillotina de doce sobre doce a cada lado en ambos pisos. El interior tiene un diseño de pasillo central con una habitación a cada lado de un pasillo principal.